# Route 224 (Nouvelle-Écosse)
Pour les articles homonymes, voir Route 224.
La route 224 est une route secondaire de la Nouvelle-Écosse d'orientation ouest-est située dans le sud de la province, entre Shubenacadie et Sheet Harbour. Elle est une route faiblement empruntée. De plus, elle mesure 86 kilomètres, traverse une région principalement boisée, et est une route asphaltée sur l'entièreté de son tracé.

## Tracé
La 224 débute sur la route 2, dans le centre de Shubenacadie. Elle commence par se diriger vers le sud pendant 8 kilomètres jusqu'à Gays River, où elle tourne vers l'est. Elle suit ensuite la vallée de Musquodoboit pendant une cinquantaine de kilomètres, traversant Middle Musquodoboit. À Upper Musquodoboit, elle tourne vers le sud-est pour 25 kilomètres, jusqu'à Sheet Harbour, où elle se termine sur la route 7.

## Intersections principales
| Route 224       |                     |    |                                      |                           |
| Comté           | Location            | km | Intersection/Destinations            | Notes                     |
| Comté de Hants  | Shubenacadie        | 0  | R-2, Truro, Brookfield, Medford      | extrémité ouest de la 224 |
| Comté de Hants  | Gays River          | 8  | R-277 ouest, Elmsdale                |                           |
| Comté d'Halifax | Middle Musquodoboit | 27 | R-357 sud, Musquodoboit Harbour      |                           |
| Comté d'Halifax | Upper Musquodoboit  | 46 | R-336 nord, Springside, New Glasgow  |                           |
| Comté d'Halifax | Sheet Harbour       | 86 | R-7, Sherbrooke, Antigonish, Halifax | extrémité est de la 224   |

## Communautés traversées
1. Shubenacadie
2. Pine Grove
3. Gays River
4. Cooks Brook
5. Chaswood
6. Middle Musquodoboit
7. Elmsvale
8. Centre Musquodoboit
9. Upper Musquodoboit
10. Sheet Harbour Road
11. Marinette
12. Sheet Harbour